# Brežane Lekeničke
Brežane Lekeničke is een plaats in de gemeente Lekenik in de Kroatische provincie Sisak-Moslavina. De plaats telt 281 inwoners (2001).